# Lionel Cecilio
Lionel Cecilio (* 23. April 1983 in Montreuil) ist ein französischer Theater- und Filmschauspieler, Dramatiker und Synchronsprecher.

## Leben
Cecilio wurde als Sohn portugiesischer Eltern in Montreuil geboren, aufgewachsen ist er in Livry-Gargan. Nach dem Bac begann er ein Jurastudium, das er nach kurzer Zeit aufgab. Er besuchte dann für zwei Jahre die private Schauspielschule Théâtre des Enfants Terribles in Paris und spielte seit 2003 Rollen aus dem klassischen Bühnenrepertoire an diesem Theater. Er sammelte seit 2004 erste Erfahrungen vor der Filmkamera in diversen Kurzfilmen.
2011 wurde er für seine Performance in dem Kurzfilm „Scène bestiaire“ von Frédéric Malègue in Cannes mit dem Preis Jeune Talent Cannes Adami ausgezeichnet. Nach mehreren Kurzfilmen erhielt er 2011 eine erste größere Nebenrolle in Bruno Chiches Fernsehfilm „Le bonheur des Dupré“.
2012 spielte er die Hauptrolle in dem Kurzfilm „Nouvelle Cuisine“, der am Festival International du Film Aubagne eine Special mention erhielt. Angebote für Nebenrollen in französischen Fernsehserien folgten.
2011 hatte das Musical „Aladin“ von J.P Daguerre und I. De Chaillé Premiere, das 2016 eine Nominierung für einen Molière erhielt. Cecilio stand in den folgenden Jahren unzählige Male als Aladin auf der Bühne. 2015 hatte sein Stück „Voyage dans les mémoires d’un fou“, eine Bühnenbearbeitung von Flauberts Roman „Les Mémoires d’un Fou“ am Théâtre Pixel während des Festivals in Avignon Premiere. Das Stück ist inzwischen in Frankreich über 150 mal – immer mit Lionel Cecilio – auf vielen Bühnen aufgeführt worden. 2018/19 wurde das Stück ein weiteres Mal in Avignon, am Théâtre des Saints, gespielt.

## Theaterstücke
- 2005: Monologue pour les vivants, Einpersonenstück; Uraufführung am Trianon, Regie Rebecca Stella
- 2006:Suite Royal 2026, Einpersonenstück; Uraufführung am Théâtre de Nesle, Paris[7]
- 2008: Papa, Maman, prêtez-moi une memoire, Einpersonenstück
- 2015: Voyage dans les mémoires d’un fou, Einpersonenstück; Uraufführung am 9. Juli 2015, Festival d’Avignon[8]